# Арріах
Арріах — місто в провінції Каринтія, Австрія.

## Сусідні муніципалітети
| Бад-Кляйнкірхгайм | Райхенау | Гнесау      |
| Афріц-ам-Зее      |          | Гіммельберг |
|                   | Трефен   | Штайндорф   |

| Австрія | Це незавершена стаття з географії Австрії. Ви можете допомогти проєкту, виправивши або дописавши її. |